# Nicolas Haussmann
Nicolas Haussmann (* 8. September 1760 in Colmar; † 21. Januar 1846 in Chaville) war ein Tuchhändler und französischer Politiker. Er war der Großvater von Georges-Eugène Haussmann, Präfekt des französischen Départements Seine und Stadtplaner von Paris während der Umgestaltung von Paris während des Zweiten Kaiserreichs.

## Leben
Nicolas Haussmann war Mitglied der Gesetzgebenden Nationalversammlung (französisch Assemblée nationale législative) und des Nationalkonvents.
Als politischer Kommissar begleitete er die Mission der Armée du Rhin und der Armée du Nord, um ihre Berichte zu überprüfen. Als Konventionsdeputierter der Armee des Generals Custine zugeordnet kam er, zusammen mit Merlin de Thionville und  Jean François Reubell, im späten Dezember 1792 oder Anfang Januar 1793 nach Mainz, um die Bildung revolutionsfreundlicher Verwaltungen (Munizipalitäten) in den Städten und eine Allgemeine Administration für das gesamte Besatzungsgebiet durchzusetzen. Georg Forster, damals Redakteur von „Die neue Mainzer Zeitung oder Der Volksfreund“, berichtete dort über den festlichen Empfang der drei Kommissare. Die Kommissare bezogen wie Custine die erzbischöfliche Residenz, das Kurfürstliche Schloss, wo am 23. Oktober 1792 die „Gesellschaft der Freunde der Freiheit und Gleichheit“ – der erste Jakobinerklub in Deutschland – gegründet wurde.  Dieser Klub war die erste demokratische Bewegung Deutschlands. Die Verwaltung forderte von allen Wählern einen Eid auf die Grundsätze der Revolution. Haussmann konnte aufgrund seiner Anreise nach Mainz nicht am Prozess gegen Ludwig XVI. teilnehmen, aber er schickte stattdessen gemeinsam mit Reubell und Merlin am 6. Januar 1793 einen Brief, in dem er den Tod für den König forderte. Dieser wurde in der Zeitschrift Le Moniteur universel am 12. Januar 1793 veröffentlicht.
Am 22. Februar 1793 ließen die Kommissare des National-Konvents Reubell, Haussmann und Merlin de Thionville zusichern, dass die Mainzer Bürger nicht zum Kriegsdienst gezwungen würden.
Schon am 21. März beschlossen die Deputierten des Rheinisch-Deutschen Nationalkonvents, beim Nationalkonvent in Paris die Eingliederung in den französischen Staatsverband zu beantragen. Die ausgewählten Deputierten, die diesen Beschluss überbringen sollten, waren Georg Forster, Adam Lux und der Kaufmann Potocki. Nicolas Haussmann begleitete die Gruppe nach Paris, wo sie am 29. März eintrafen.
Er forderte die Ersetzung der Kriegsminister Pierre Riel de Beurnonville und Jean Baptiste Noël Bouchotte, da sie nach seiner Kenntnis die logistische Unterstützung Custines nicht ausreichend sicherstellten, und unterstützte Custines Seite im Prozess.
Er wurde dann auf eine Mission in die Batavische Republik geschickt und übermittelte dem Konvent den Wunsch der Vereinigten Belgischen Staaten, Teil Frankreichs zu werden. Nach dem 9. Thermidor wurde er zum Beauftragten des Direktoriums bei der Armée de Rhin-et-Moselle ernannt. Er war auch der Berichterstatter für die Einnahme von Kaiserslautern und Speyer (1796), den Fall von Kehl (1797) und von Neustadt (1797), für die Überquerung des Rheins im Jahr 1797 und den Rastatter Kongress.
Nach dem Prairialaufstand verteidigte er seinen Kollegen Jean-Marie-Claude-Alexandre Goujon. Bis 1798 folgte er General Moreau. Er war bis 1808 für die Beschaffung von Proviant und dessen Verteilung an die Truppen (Truppenverpflegung) zuständig und zog sich dann nach Chaville zurück.
Aufgrund des im Moniteur veröffentlichten Briefes wurde er unter der Zweiten Restauration durch das Gesetz vom 12. Januar 1816 gegen die Königsmörder ins Exil nach Basel gezwungen. Kurz vor seinem Tod wurde es ihm gestattet, nach Frankreich zurückzukommen. Er kehrte in sein Haus nach Chaville zurück, wo er verstarb.
Der elsässer Textilfabrikant und Chemiker Johann Michael Haussmann (1749–1824) war einer seiner älteren Brüder.

## Offizielle Mandate
- Député de la Seine-et-Oise (Majorité réformatrice) 1791–1792
- Député de la Seine-et-Oise (Gauche) 1792–1795[1]

## Bibliographie
- Jean-Marie Schmitt: Nicolas Haussmann in: Nouveau dictionnaire de biographie alsacienne, Faszikel 15, S. 1456